# 中国驻卡拉奇领事馆袭击案
2018年中国驻卡拉奇领事馆袭击案，是指2018年11月23日，发生在中国驻卡拉奇总领事馆的一起自杀式袭击爆炸案。

## 简介
当地2018年11月23日上午9时30分左右，中国驻卡拉奇领事馆4号楼外响起枪声。三名男子试图进入中国领事馆，但被保安拦住后开枪，中国领事馆外安全部队开火进行回击，袭击造成2名巴基斯坦警察身亡，1名警察受伤，3名袭击者均被击毙。事发现场部署了大批警察和突击队员，通往领事馆的道路已被封锁。
之后，被英国和巴基斯坦认定为恐怖主义组织的俾路支解放军宣布对此事负责，并声称此次袭击的目标就是中国领事馆。

## 相关
- 中巴經濟走廊
- 2018年奧拉克茲爆炸案
- 2024年卡西姆港发电有限公司车队袭击案